# 普惠金融
普惠金融（英文：Inclusive Financing）是聯合國於2005年提出的金融服務概念，意指普羅大眾均有平等機會獲得負責任、可持續的金融服務；又稱包容性金融，其核心是有效、全方位地為社會所有階層和群體提供金融服務，尤其是那些被傳統金融忽視的農村地區、城鄉貧困群體、微小企業。近年來，隨著科技與環境的快速演變，「金融科技」成為推展普惠金融的重要力量
。

## 中華民國政府政策
時任金管會主委黃天牧指出，金管會積極落實普惠金融，推出多項措施，除了信託2.0方案，還包含：盤中零股交易制度、建置個人退休準備平台、微型保險、小額終老保險。

## 銀行措施
銀行公會理事長及台灣銀行董事長呂桔誠指出，未來金融業將加速科技的應用，同時協助擴大普惠金融，以數位平台提供個人及中小企業服務，而因銀行掌握資金分配權，也將透過貸放、投資等資金分配，支持低碳經濟，幫助永續發展。

## 衡量指標
金管會積極推動普惠金融，參考「G20 普惠金融指標體系」，並依台灣金融市場發展現況，就金融服務可及性、使用性、品質三面向，評估普惠金融發展成效。初期訂定 21 項衡量指標，將每年發布一次衡量結果，並依發展狀況進行調整指標及目標。其中，金融服務可及性方面，有關瞭解金融消費者，包括偏鄉及特殊族群，接觸金融服務的便利性及友善性，計有 7 項衡量指標。而金融服務使用性，將調查成年人使用銀行服務 （包括存款、貸款）、數位金融（行動支付、數位存款及網路投保）及保險商品（壽險保單及微型保險）的程度，計有 8 項衡量指標。最後，金融服務品質方面，將瞭解金融教育宣導是否遍及全國各鄉鎮與消費者、科技進一步提升金融服務、公平待客的落實及糾紛解決機制等，計有 6 項衡量指標。

## 另見
- 無銀行戶口